# Doki Doki Majo Shinpan!
Doki Doki Majo Shinpan! (どきどき魔女神判) est un jeu vidéo développé et édité par SNK Playmore, sorti en 2007 sur Nintendo DS.

## Synopsis
Le joueur incarne un lycéen Akuji Nishimura. Il est interpellé par un ange, Lulu, afin de trouver une sorcière qui se cache dans l'école. Pour démasquer cette dernière, il doit trouver sur le corps des suspects une marque magique spécifique aux sorcières. La méthode utilisée est de toucher les différentes parties du corps avec ses mains (guidées par le stylet de la DS).

## Personnages principaux
Akuji Nishimura (Seiyū: Ozaki Miku)
Jeune lycéen qui cherche les sorcières.
Fier d'être un mauvais garçon, il accepta sa mission sous peine d'être transformé en gentil garçon.
Angel LuLu (Seiyū園田 Hiroko)
Ange apprenti. Elle suit les instructions de l'archange et aide Akuji.

### Suspects
Maho Akai
14 ans. Elle fait partie des pom-pom girls de l'école. Elle a des cheveux roses coiffés avec des couettes.
Capacités : les boules d'énergie.
Maria Abe
14 ans. C'est une fille Meganekko. Elle porte un uniforme scolaire et a de longs cheveux noirs.
Capacités : guérir et se protéger avec des barrières.
Renge Oda
13 ans. C'est une accro aux jeux vidéo. Elle est habillée d'une jupe et d'un tee-shirt et a de courts cheveux blond vénitien.
Capacités : la téléportation.
Yuuma Mochizuki
13 ans. Il prend les choses trop à cœur d'où ses multiples blessures. Il est habillé d'un pantalon et d'une chemise et est recouvert de bandages sur la tête et le bras gauche. Il a les cheveux courts et bleus.
Capacités : pouvoir se transformer en loup.
Ayame Midoh
15 ans. Fille unique du sanctuaire Shinto. Elle porte une tenue de miko lorsqu'elle travaille au sanctuaire, une panoplie de maid lorsqu'elle travaille comme telle, ou revêt son uniforme scolaire. Elle a de longs cheveux verts.
Capacités : invoquer des démons et utiliser des talismans.
Merry Watabiki
12 ans. Jeune fille en costume de lapin. Sans son costume, elle porte une tenue légère et a de longs cheveux violets bouclés. Capacités : chute de météorites et attaques explosives.
Eve Seiya
23 ans. L'infirmière de l'école. Elle est habillée d'une tenue blanche, porte des lunettes et a de longs cheveux blond vénitien.
Capacités : les boules d'énergie. 
Noel Seiya
L'archange. C'est la sœur de Eve Seiya. Elle porte un costume blanc, des ailes et a de longs cheveux blonds.
Capacités : boules d'énergie et invocation de projectiles et d'épées saintes.

## Produits dérivés

### Manga
- Le manga de Doki Doki Majo Shinpan! sera publié dans le Akita Shoten. Prévu pour septembre 2007. Le mangaka sera Yagami Ken (八神健).

### Book
- Le fanbook de Doki Doki Majo Shinpan! par Soft Bank Creative est prévu pour le 5 juillet 2007  (ISBN 978-4-7973-4347-2).

### OST
- L'OST de Doki Doki Majo Shinpan! par Sten Och Flod sera en vente dès le 25 juillet 2007.